# Newell Brands
La Newell Brands è un'azienda statunitense, vasto conglomerato di marchi attivi in molteplici settori.
La società quotata al NYSE e componente del S&P 500 e con sede mondiale ad Atlanta, controlla diversi marchi attivi principalmente nel settore dei prodotti casalinghi, elettrodomestici, cura casa, cancelleria e scrittura, accessori bambino, tempo libero, outdoor.

## Storia
The Newell Manufacturing Company fu fondata da Edgar Newell ad Ogdensburg, New York, nel 1903 come produzione di aste per tende in metallo.
Nel 1965 nomina Daniel C. Ferguson come presidente e sviluppa una strategia di crescita tramite acquisizioni tesa a costruire una azienda multiprodotto.
Nel 1972 divenne una public company quotata a New York e nel 1974 sposta la sua sede principale a Freeport in Illinois.
Fra il 1983 ed il 1997 acquisisce una serie di aziende operanti nei settori accessori cucina, vetro e strumenti di scrittura.
Nel 1999 Newell acquisisce Rubbermaid e Graco per 5,8 miliardi di dollari.
Nel 2000 acquisisce la linea di cancelleria di Gillette con i marchi Paper Mate, Parker, Waterman e Liquid Paper
Nel 2005 acquisisce DYMO Corporation, azienda di soluzioni di etichiettatura.
Nel 2015, acquisisce Jarden (articoli casalinghi) per 15 miliardi ed acquisisce Elmer's (colla e concelleria) per 0.6 miliardi.
Nel 2016, Newell sposta il suo quartier generale da Atlanta ad Hoboken, New Jersey per portarlo di nuovo ad Atlanta nel 2019.

## Controllate
I marchi includono i seguenti:

### Home Appliances
- Calphalon
- Crock-Pot
- Mr. Coffee
- Oster
- Sunbeam
- Cadence

### Baby
- Aprica Kassai
- Baby Jogger
- Graco
- NUK
- Tigex
- Lillo
- Billy Boy (condoms)

### Connected home & Security
- First Alert
- BRK Electronics
- OneLink

### Commerciali
- Quickie
- Rubbermaid Commercial Products
- Spontex
- MAPA

### Alimentari
- Ball & Kerr [2]
- Food Saver
- Rubbermaid
- Sistema Plastics

### Fragranze
- Chesapeake Bay Candle
- WoodWick
- Yankee Candle

### Outdoor
- Aerobed
- Avex
- Bubba
- Campingaz
- Coleman
- Contigo
- Esky
- Exofficio
- Invicta
- Mad Dog
- Marmot
- Sevylor
- Stearns

### Scrittura
- Dymo
- Elmer's
- Liquid paper
- Mr. Sketch
- Paper Mate
- Parker
- Prismacolor
- Reynolds Pen
- Rotring
- Expo
- Sharpie
- Waterman pens
- X-Acto
- Berol

### Del passato
- Ashland Hardware
- Amerock
- Bulldog Hardware
- Bicycle
- Diamond Match Company
- Goody
- Irwin
- Jostens
- K2
- Little Tikes
- Marker
- Pure Fishing
- Rawlings
- Shurline
- Völkl
- Waddington
- Seal-a-Meal
- GrillMaster
- Health o Meter
- Margaritaville
- Rival
- VillaWare
- White Mountain Products
- Fiona
- Lillo
- Bernardin [2]
- Tableluxe
- Luma Home
- Calypso
- Crawford
- Lehigh
- Mucambo Professional
- Virulana
- Vitomit
- YOU
- Rexair
- Jarden
- Lifoam
- Millefiori